# Martin Flodén
Martin Flodén, född 26 april 1970, är en svensk nationalekonom. Flodén är sedan 2010 professor i nationalekonomi vid Stockholms universitet och sedan 22 maj 2013 ledamot i Sveriges riksbanks direktion med titeln vice riksbankchef.Förutom sitt arbete inom riksbanken så är Flodén känd för att ge föreläsningar vid olika universitet och skolor, för att inspirera och informera om Riksbankens åtagande i den svenska och europeiska ekonomin. Riksbanken meddelade den 9 mars 2020 att Martin Flodén efter hemkomst från en resa till Italien befunnits vara bärare av Covid-19 och tills vidare arbetade hemifrån.

## Akademiska meriter
Martin Flodén avlade civilekonomexamen vid Handelshögskolan i Stockholm 1994. Han inledde forskarstudier vid Stockholms universitet och disputerade 1999. Från 1999 verkade han som forskare vid Handelshögskolan och utsågs 2005 till docent. Efter att ha verkat vid Stockholms universitet som gästprofessor 2008/2009 erhöll han 2010 en professur i nationalekonomi.

## Uppdrag i rådgivande funktioner
Flodén har haft flera uppdrag som ledamot eller styrelseledamot. 
- Ledamot i Ekonomiska  rådet 2006-2007
- Ledamot i Finanspolitiska rådet 2007-2010
- Ledamot i SNS Konjunkturråd 2004 och 2012
- Ledamot i Riksrevisionens vetenskapliga råd 2007-2009
- Forskningskonsult för Sveriges riksbank 2010-2012
- Styrelseledamot i Nationalekonomiska föreningen sedan 2010
- Styrelseledamot i Riksgälden 2012- [4]

## Redaktionella uppdrag
- Journal of Economic Dynamics and Control, biträdande redaktör, 2010-
- Fiscal Studies, ledamot i redaktionsrådet, 2007-
- Ekonomisk Debatt, redaktionsledamot, 2007-2010
- Medgrundare och aktiv skribent på ekonomibloggen Ekonomistas, 2008-
- Ledamot i SNS förtroenderåd, 2010-
- Ekonomiska rådets sekreterare, 1999-2000 [4]